# وونو، شهرستان لنه
وونو (استونیایی: Võnnu) یک روستا در دهستان ریدالا، شهرستان لنه، در غرب استونی است.